# 马丁·涅梅茨
马丁·涅梅茨（捷克語：Martin Němec，1974年5月24日—），捷克男子田径运动员。他曾代表捷克参加2000年、2004年、2008年和2012年夏季残疾人奥林匹克运动会田径比赛，获得二枚金牌、一枚银牌和一枚铜牌。